# Championnat de Yougoslavie de football 1984-1985
Navigation
Saison précédente Saison suivante
La saison 1984-1985 du Championnat de Yougoslavie de football est la cinquante-sixième édition du championnat de première division en Yougoslavie. Les dix-huit meilleurs clubs du pays prennent part à la compétition et sont regroupées en une poule unique où chaque formation affronte deux fois ses adversaires, à domicile et à l'extérieur. En fin de saison, les deux derniers du classement sont relégués et remplacés par les deux meilleures équipes de deuxième division.
C'est le club du FK Sarajevo qui remporte la compétition, en terminant en tête du classement final, avec quatre points d'avance sur le Hajduk Split et neuf sur le FK Partizan Belgrade. C'est le 2e titre de champion de Yougoslavie de l'histoire du club, après celui remporté en 1967.

## Les clubs participants
| - Partizan Belgrade - Dinamo Zagreb - FK Étoile rouge de Belgrade - Hajduk Split - FK Vojvodina Novi Sad - NK Rijeka - FK Radnicki Nis - NK Osijek - Buducnost Titograd | - FK Velez Mostar - NK Dinamo Vinkovci - FK Vardar Skopje - FK Sutjeska Nikšić - Promu de D2 - FK Sarajevo - FC Pristina - FK Sloboda Tuzla - FK Zeljeznicar Sarajevo - NK Iskra Bugojno - Promu de D2 |

## Compétition

### Classement
Le classement est effectué en utilisant le barème classique (victoire à 2 points, match nul un point, défaite zéro point).
| Rang | Équipe                              | Pts | J  | G  | N  | P  | Bp | Bc | Diff |
| ---- | ----------------------------------- | --- | -- | -- | -- | -- | -- | -- | ---- |
| 1    | FK Sarajevo                         | 48  | 34 | 19 | 10 | 5  | 51 | 30 | +21  |
| 2    | Hajduk Split                        | 44  | 34 | 16 | 12 | 6  | 65 | 42 | +23  |
| 3    | FK Partizan Belgrade                | 39  | 34 | 14 | 11 | 9  | 46 | 34 | +12  |
| 4    | FK Étoile rouge de Belgrade (T) (C) | 38  | 34 | 16 | 6  | 12 | 63 | 38 | +25  |
| 5    | FK Vardar Skopje                    | 35  | 34 | 16 | 5  | 13 | 67 | 58 | +9   |
| 6    | Dinamo Zagreb                       | 36  | 34 | 14 | 8  | 12 | 47 | 38 | +9   |
| 7    | FK Zeljeznicar Sarajevo             | 34  | 34 | 11 | 12 | 11 | 53 | 46 | +7   |
| 8    | NK Rijeka                           | 34  | 34 | 12 | 10 | 12 | 49 | 48 | +1   |
| 9    | FK Sutjeska Niksic (P)              | 33  | 34 | 11 | 11 | 12 | 41 | 42 | -1   |
| 10   | FC Pristina                         | 32  | 34 | 13 | 6  | 15 | 44 | 49 | -5   |
| 11   | FK Velez Mostar                     | 32  | 34 | 10 | 12 | 12 | 39 | 44 | -5   |
| 12   | NK Osijek                           | 31  | 34 | 12 | 7  | 15 | 37 | 46 | -9   |
| 13   | FK Sloboda Tuzla                    | 31  | 34 | 10 | 11 | 13 | 28 | 38 | -10  |
| 14   | NK Dinamo Vinkovci                  | 30  | 34 | 11 | 8  | 15 | 40 | 51 | -11  |
| 15   | Buducnost Titograd                  | 30  | 34 | 11 | 8  | 15 | 31 | 49 | -18  |
| 16   | FK Vojvodina Novi Sad               | 29  | 34 | 9  | 11 | 14 | 36 | 47 | -11  |
| 17   | NK Iskra Bugojno (P)                | 27  | 34 | 8  | 11 | 15 | 32 | 50 | -18  |
| 18   | FK Radnicki Nis                     | 27  | 34 | 8  | 11 | 15 | 27 | 46 | -19  |

|  | Qualification pour la Coupe d'Europe des clubs champions 1985-1986                                |
|  | Qualification pour la Coupe des Coupes 1985-1986                                                  |
|  | Qualification pour la Coupe UEFA 1985-1986                                                        |
|  | Relégation directe en deuxième division                                                           |
|  | (T) : Tenant du titre (C) : Vainqueur de la Coupe de Yougoslavie (P) : Promu de deuxième division |

## Bilan de la saison
| Championnat de Yougoslavie de football 1984-1985                        |                             |
| Champion                                                                | FK Sarajevo (2e titre)      |
| Coupes et trophées                                                      |                             |
| Vainqueur de la Coupe de Yougoslavie 1984-1985                          | FK Étoile rouge de Belgrade |
| Qualifications continentales                                            |                             |
| Coupe d'Europe des clubs champions 1985-1986                            | FK Sarajevo                 |
| Coupe des Coupes 1985-1986                                              | FK Étoile rouge de Belgrade |
| Coupe UEFA 1985-1986                                                    | Hajduk Split                |
| Coupe UEFA 1985-1986                                                    | FK Partizan Belgrade        |
| Coupe UEFA 1985-1986                                                    | FK Vardar Skopje            |
| Promotions et relégations                                               |                             |
| Promus en Prva Liga                                                     | OFK Belgrade                |
| Promus en Prva Liga                                                     | NK Celik Zenica             |
| Relégués en Championnat de Yougoslavie de football de deuxième division | NK Iskra Bugojno            |
| Relégués en Championnat de Yougoslavie de football de deuxième division | FK Radnicki Nis             |